# كارلتون كولي
كارلتون كولي (بالإنجليزية: Carlton Cooley)‏ هو ملحن أمريكي، ولد في 15 أبريل 1898، وتوفي في 1981.

## وصلات خارجية
- كارلتون كولي على موقع ميوزك برينز (الإنجليزية)
- كارلتون كولي على موقع أول ميوزيك (الإنجليزية)
- كارلتون كولي على موقع ديسكوغز (الإنجليزية)